# Corredor marinho do Pacífico Tropical Leste
O corredor marinho do Pacífico Tropical Leste, conhecido também pela sigla CMAR, é uma proposta de criação de uma área de conservação ambiental localizada no Oceano Pacífico Leste, entre as Américas Central e do Sul. A ideia vem sendo debatida desde 2004 pelos países da região.
A proposta é liderada pelos países membros, Colômbia, Costa Rica, Equador e Panamá e fortemente apoiada pelos Estados Unidos e pelo Reino Unido, que elogiaram a iniciativa do quarteto de países de criar uma zona livre de pesca para proteger a região do oceano que é rica em biodiversidade, com fogo especial na vida marinha, que abriga diversas espécies, entre as quais as de tubarão-martelo, baleia jubarte, raia e tartaruga-marinha.

## Área
O corredor marinho do Pacífico Tropical Leste será a maior área marinha protegida do hemisfério ocidental com uma área de 500 mil quilômetros quadrados, isto é, maior que a área da Suécia, ou maior do que as áreas dos estados do Paraná e São Paulo somadas.
O território sobre o oceano Pacífico terá como limites as Ilhas Galápagos (Equador) a sudoeste, a Ilha de Gorgona (Colômbia) a leste, a Ilha Coiba (Panamá) a nordeste e a Ilha do Coco (Costa Rica) ao norte, além de englobar em seu centro a Ilha Malpelo, que pertence a Colômbia.
A região, que possui uma das maiores áreas biodiversas do planeta é agravada por problemas ambientais como a exploração de petróleo e a pesca, especialmente por parte de barcos chineses que praticam a pescaria na região.